# Кандиби
Кандиби (рос. Кандыбы) — український шляхетський, старшинський, а пізніше і дворянський рід.

## Походження
Давнє українське слово «кандиба» використовувалося в значенні «кінь рослий, але незграбний» (за Маричевським). Вже з XVI ст. на Правобережній Україні відомі Кандиби — представники українського старшинського роду Кандиб. Зокрема, у джерелах не раз згадується писар Станіслав Кандиба з Володимира на Волині, який хоч і походив з роду Прокшичів, але прозивався Кандибою (за В. Модзалевським).
Під час Громадянської війни на початку 60-х років XVII століття частина Кандиб переселилася на Слобожанщину, зокрема на територію Конотопської сотні.

## Представники роду
- Федір Кандиба (? — до 1729) — державний і військовий діяч Війська Запорозького, корсунський полковник і ніжинський полковий обозний.
- Андрій Кандиба (помер у 1730 р.) — державний і військовий діяч Війська Запорозького. Син Федора Кандиби. Протягом 1698—1707 рр. був сотником Конотопським та в 1708—1709 рр. Корсунським полковником. Брав участь у виступі гетьмана Івана Мазепи, за що протягом 1710—1715 рр. був інтернований у Москві. Згодом Андрій Кандиба — генеральний суддя (1729 р.).
- Данило Федорович Кандиба (1776—1831) — військовий діяч армії Російської імперії, підполковник (з 9 лютого 1811), учасник війни з Наполеоном 1812 року (був командиром 5-ї кінно-артилерійської роти). Пізніше будував на Слобожанщині військові поселення та заводи, зокрема Охтирський завод. З 1813 року був інспектором Охтинського порохового заводу в Санкт-Петербурзі. Вийшов у відставку в 1825 році в чині генерал-майора. Похований на кладовищі Олександро-Невської лаври.
- Тимофій Данилович Кандиба — син попереднього, генерал-майор, похований поруч з батьком.
- Кандиба Наталія Григорівна (1914—1983) — українська акторка.

У «Реєстрі...» 1649 р. Полтавського полку згадується Демко Кандиба.

### Ймовірні представники
Олександр Оглоблин вважав що відомий український поет Олександр Олесь (Кандиба) та його син Олег Ольжич (Кандиба) цілком імовірно належали до шляхетського роду Кандиб: 
|  | «Модзалевський у Родословнику подає кількох Кандибів з Харківщини: нащадки Трохима Кандиби, які були вписані до Родословної книги Харківської губернії, зокрема Іван Лукиліянович Кандиба (стор. 276) і Григорій Андрійович Кандиба, род. 1803 р., з дворян Сумського повіту (стор. 277). Зв’язок цих Кандибів з конотопськими Кандибами, які походять від Федора Кандиби, залишився Модзалевському невідомий. Але він цілком імовірний. Річ у тому, що Іван Андрійович Кандиба (No. 13 головної лінії Кандибів у Модзалевського), титулярний совітник і конотопський діяч, праправнук Корсунського полковника, був одружений з Олімпіадою Петрівною NN (прізвища її Модзалевський не подає), що народилася коло 1786 р. і в 1822 році володіла маєтком у с. Верхосулці Лебединського повіту (52 душі), який потім дістався її дітям Кандибам, можливо, Григорію Івановичу Кандибі, народженому 1806 року, нащадків якого в Модзалевського немає і в якого міг бути син Іван, батько Олександра Івановича Кандиби-Олеся.» |

## Опис герба
У щиті що має срібне поле, зображене червоне серце пронизане двома шаблями.
Щит увінчаний звичайним дворянським шоломом, із дворянською на ньому короною. Намет на щиті срібний, підкладений червоним. Герб роду Кандибових (Кандиба) внесений у Частину 4 Загального гербовника дворянських родів Всеросійської імперії, стор. 133.